# Polyacanthonotus rissoanus
Polyacanthonotus rissoanus ist ein Tiefseefisch aus der Familie der Dornrückenaale (Notacanthidae). Er kommt entlang der Küste des nördlichen Atlantiks von North Carolina (Cape Hatteras) über die Davisstraße, die Baffin Bay, Island bis Irland und im Mittelmeer in Tiefen von 500 bis 2800 Metern vor. Eine weitere Population soll im südöstlichen Atlantik vor der Küste Südafrikas existieren.

## Merkmale
Polyacanthonotus rissoanus wird 9,5 bis 23 cm lang und gehört damit zu den kleineren Arten der Gattung Polyacanthonotus. Die Art hat einen aalartig langen, seitlich aber abgeflachten Körper. Der Schwanz ist schlank und läuft spitz aus. Eine Schwanzflosse fehlt. Von der Rückenflosse sind nur 26 bis 36 einzelstehenden Flossenstacheln geblieben. Rückenflossenweichstrahlen sind nicht vorhanden. Das Maul ist klein und reicht nicht bis zur hinteren Nasenöffnung. Es wird von einer kurzen präoralen Schnauze überragt. Polyacanthonotus rissoanus ist weißlich, braun oder grau, die Seitenlinie hell aber wenig ausgeprägt.

## Ernährung
Polyacanthonotus rissoanus ernährt sich von Rippenquallen, Nesseltieren, Würmern und Krebstieren.